# Рудка (притока Стиру)
Ру́дка — річка в Україні, в межах Ківерцівського та Маневицького районів Волинської області. Права притока Стиру (басейн Дніпра). 

## Опис
Довжина річки 25,5 км, площа водозбірного басейну 187 км². Долина завширшки до 3 км. Заплава звужена (до 0,3 км). Річище помірно звивисте, протягом 18 км випрямлене і поглиблене, його пересічна ширина 2—4 м. Похил річки 0,89 м/км. Лісистість становить 35%. Заболоченість 5.8%. 
Має 14 приток завдовжки менше 10 км кожна, загальною довжиною 79 км. 

## Розташування
Рудка бере початок із заболоченої лощини біля села Яромель. Тече переважно на північ. Впадає у Стир біля північної околиці смт Колки. 
- Річка протікає через смт Колки, що негативно позначається на її екологічному стані.